# Hydrorybina pryeri
Hydrorybina pryeri là một loài bướm đêm trong họ Crambidae.